# Babka Tower

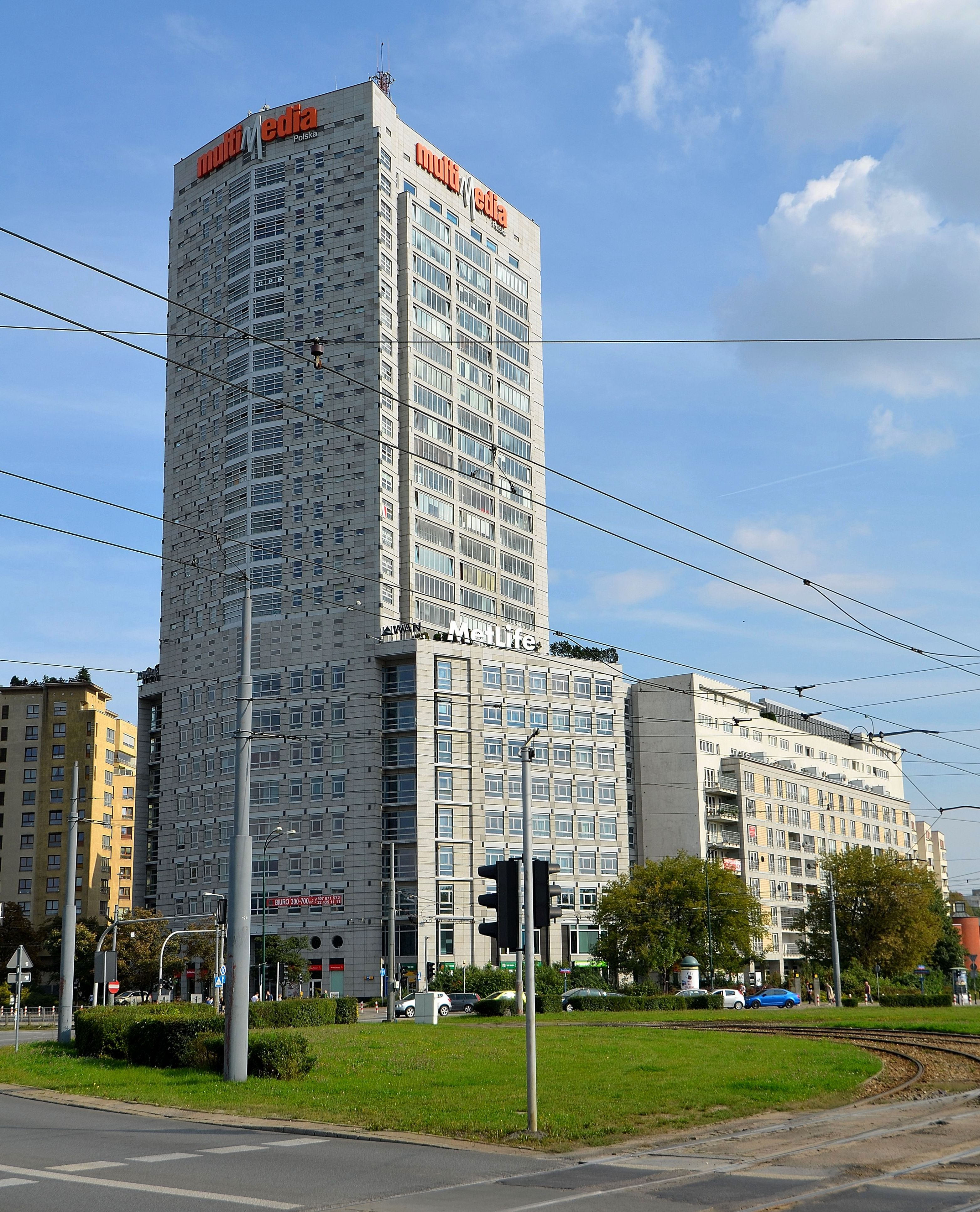
Das Hochhaus von der gegenüberliegenden Seite des Verkehrskreisels gesehen

Der Babka Tower ist ein Hochhaus im Warschauer Stadtdistrikt Śródmieście. Der Turm wurde im Jahr 2001 fertiggestellt (Baubeginn 1999) und war das erste Apartmenthaus Warschaus, welches eine Höhe von 100 Metern erreichte. Der Name bezieht sich auf den Kreuzungskreisverkehr, an dem das Gebäude steht: der heutige  Rondo Zgrupowania AK „Radosław“ hieß bis zu seiner Umbenennung im Jahr 2011 Rondo Babka.
Der Wolkenkratzer besteht aus zwei Teilen: einen 10-stöckigen rechteckigen, dreiflügeligen Gebäudeblock, der einen Innenhof bildet sowie den an der Nordseite stehenden, 28-geschossigen Turm. Die Dachhöhe des Babka Tower beläuft sich auf 96 Meter, die Gesamthöhe mit Aufbauten auf 105 Meter. Bis zur Fertigstellung des Łucka City im Jahr 2004 war es das höchste Wohnhaus Warschaus. Die Gesamtnutzfläche beträgt 68.937 Quadratmeter. Das 10. Stockwerk dient der Unterbringung der Gebäudetechnik. Neben der viergeschossigen Untergrundgarage gibt es im Gebäude auch ein Schwimmbad für die Bewohner. Entwickler waren das Warschauer Immobilienunternehmen WAN S.A. und die Kielcer Echo Investment. Das Hochhaus wurde von dem Architekturbüro JEMS Architekci entworfen. Es verfügt über 351 Wohnungen, vier Penthäuser und 675 Parkplätze. Die Anschrift lautet Aleja Jana Pawła II 80. Im Kreisverkehr steht in einer Entfernung von 150 Metern der Maszt Wolności; gegenüber der Ulica Slominskiego (200 Meter) die Megamall Arkadia.